# Zameldowani
Zameldowani – polski serial komediowy w reżyserii Piotra Matwiejczyka emitowany na antenie ATM Rozrywka od 4 lipca 2019 do 6 czerwca 2020 roku.
Jest to pierwszy autorski serial stworzony przez ATM Grupę z myślą o emisji premierowej na antenie ATM Rozrywka. Od czerwca 2022 roku serial emituje stacja Antena HD.

## Fabuła
Pięcioro przypadkowych dwudziestolatków mieszkają razem; mieszkanie każdemu z nich zapisała w spadku ich była niania, która umarła bezdzietnie. Kiedy wszyscy po kolei wprowadzają się do mieszkania, myśląc że odziedziczyli je dla siebie. Jednak nikt z nowych lokatorów nie chce stracić „supermieszkania” i nikt nie zamierza się wyprowadzić. Zameldowanych nęka uciążliwy cieć, a w mieszkaniu trwają tarcia, animozje i rodzą się przyjaźnie między głównymi bohaterami.

## Obsada
- Maciej Gisman – Paweł
- Zofia Schwinke – Ewelina
- Robert Buczyński – Marcel
- Beata Lech-Kubańska – Alicja
- Tomasz Kutera – Dawid
- Marian Dziędziel – Janusz, ojciec Pawła
- Halina Śmiela-Jacobson – Grażyna, matka Pawła
- Wojciech Ziemiański – cieć Roman

## Spis serii
| Seria | Seria | Sezon            | Odcinki    | Premiera serii   | Finał serii      | Pora emisji                                                                 |
| ----- | ----- | ---------------- | ---------- | ---------------- | ---------------- | --------------------------------------------------------------------------- |
|       | 1.    | lato 2019        | 1–13 (13)  | 4 lipca 2019     | 15 sierpnia 2019 | czwartek i piątek 21.00                                                     |
|       | 2.    | wiosna 2020      | 14–28 (15) | 18 lutego 2020   | 12 kwietnia 2020 | poniedziałek i wtorek 17.00 (odc. 1–3) sobota i niedziela 08:30 (odc. 4–15) |
|       | 3.    | wiosna-lato 2020 | 29–43 (15) | 19 kwietnia 2020 | 6 czerwca 2020   | sobota i niedziela 08:30                                                    |